# Umbaukultur

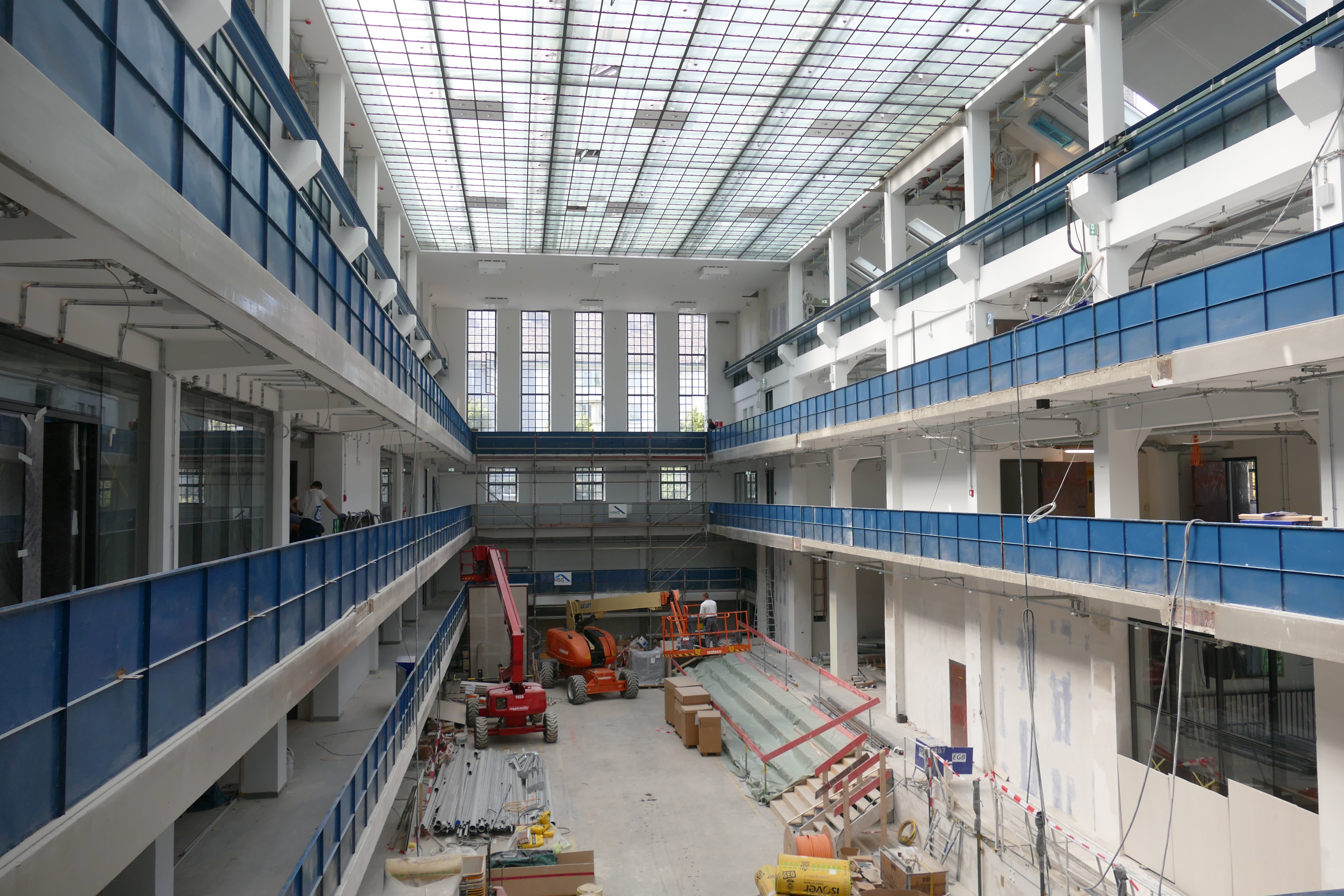
Umbau einer ehemaligen Trafohalle in München für das Kulturzentrum Gasteig HP8

Umbaukultur steht für ein Verständnis von Baukultur, in dem das Erhalten und Anpassen des vorhandenen Baubestandes für Architektur und Stadtplanung eine zentrale Rolle spielt. Umbauen ist in diesem Sinn keine gegenüber dem Neubau nachrangige Bauaufgabe, sondern ein wesentlicher Teil von Baukultur. Zu den Umbauverfahren gehören neben dem Verändern eines vorhandenen Bauwerks zum Beispiel auch das Anbauen an dieses oder das Aufstocken.
Der Ansatz wird auch als ein Mittelweg zwischen den Handlungsweisen des Neubaus und denen des Denkmalschutzes beschrieben: Vorhandene Bauwerke gelten prinzipiell als erhaltenswert, denn durch ihren Umbau können – ebenso wie mit Neubauprojekten – gesellschaftliche und individuelle Ziele erreicht werden, wie etwa die Schaffung von Wohnraum. Anders als beim Denkmalschutz gilt für diese Art des Erhaltung und der Anpassung baulicher Strukturen aber kein strenges Regelwerk, das auf die Sicherung ursprünglicher Gestaltungsweisen und Bausubstanz abzielt. Während der Denkmalschutz nur auf ausgewählte historische Bauten und Anlagen angewendet wird, ist der Gegenstand der Umbaukultur der gesamte Baubestand. Umbau kann mit einer Umnutzung eines Gebäudes einhergehen, kann aber auch dessen bisherige Funktion beibehalten.
Ähnlich wie der umfassendere Begriff Baukultur hat Umbaukultur eine deskriptive wie auch eine normative Bedeutung: Zunächst ist damit die Praxis des Umbauens gemeint, wie sie empirisch beobachtet werden kann. Umbaukultur kann aber auch als ein Leitbild verstanden werden, das auf die Umgehung der aus einer fortgesetzten Neubautätigkeit entstehenden Probleme ausgerichtet ist. 
Der Begriff Umbaukultur wurde erstmals 2014 von Tim Rieniets als Leiter der Landesinitiative StadtBauKultur NRW (heute Baukultur NRW) verwendet und diente dort als programmatischer Sammelbegriff in zahlreichen Schriften, Pilotprojekten und Kampagnen. Ab 2020 entwickelte er den Begriff gemeinsam mit Christoph Grafe weiter.

## Historische Entwicklung

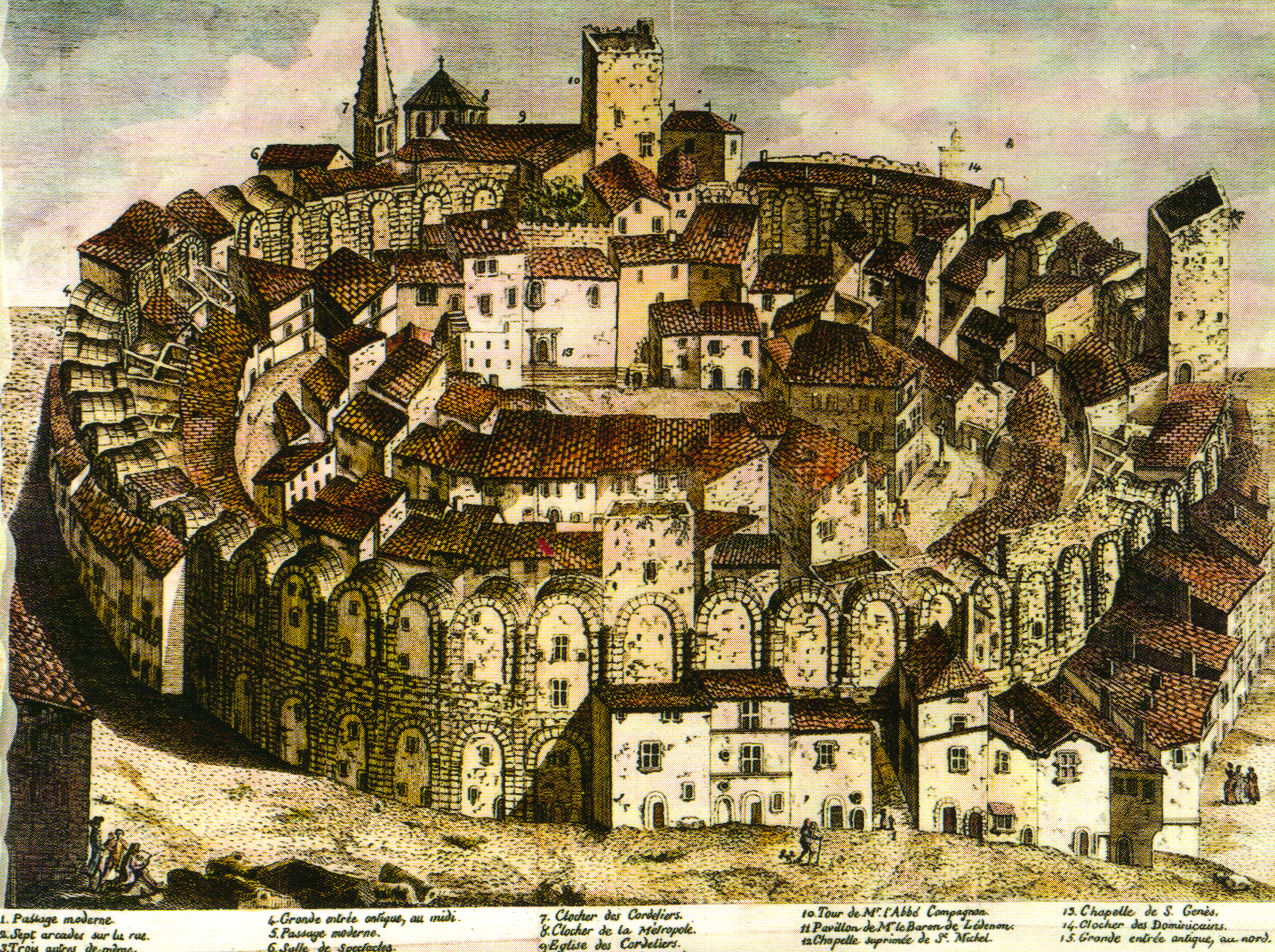
Das römische Amphitheater von Arles wurde im frühen Mittelalter für Wohnzwecke umgebaut

Forschende der Architekturgeschichte stimmen darin überein, dass Umbau als das in der Vormoderne dominierende Bauverfahren anzusehen ist. Da Baumaterialien wie Holz und Naturstein knapp waren, war es selbstverständliche Praxis, die existierenden Bauwerke zu erhalten und anzupassen, sie zu erweitern oder in neue Bauvorhaben einzubeziehen. Verdeutlichen können dies die komplexen, sich über mehrere Jahrhunderte entfaltenden Umbaugeschichten von mittelalterlichen Profanbauten (wie der Burg Eltz) und Kirchen (zum Beispiel St. Lorenz in Nürnberg). Auch für die völlige Umdeutung eines Baubestandes zugunsten einer neuen Funktion gibt es vielfältige historische Beispiele: Das römische Amphitheater von Arles wurde im frühen Mittelalter durch die Einfügung zahlreicher Wohnhäuser zu einem urbanen Siedlungskern. In der jüngeren Vergangenheit ist vor allem die Umwidmung von ehemaligen Gewerbebauten oder Industrieanlagen zu Kultureinrichtungen eine weltweit verbreitete Praxis geworden. 
Seit dem Beginn der Industrialisierung wurde das Umbauen als selbstverständliche Praxis jedoch mehr und mehr zurückgedrängt. Durch bessere Transportmöglichkeiten konnten Baustoffe nun von weither beschafft werden, sodass Neubauten nicht mehr nur für prestigeträchtige Bauaufgaben oder nach der Zerstörung vorhandener Bauten durch Kriege oder Naturkatastrophen infrage kamen. Mit dem Bauen in Stahlbeton etablierte sich im 20. Jahrhundert ein effizientes Verfahren, das eine Vervielfachung der Bautätigkeit ermöglichte. Durch den Übergang von handwerklichen zu industriellen Bauweisen verlor das Reparieren vorhandener Bauten gegenüber dem hochgradig arbeitsteilig organisierten Neubau an Bedeutung. Akademisch ausgebildete Architekten definierten sich im Gegensatz zu handwerklich orientierten Baumeistern vor allem über Neubauprojekte, in denen sich eine künstlerische Handschrift ausdrücken konnte.
Aus kulturgeschichtlicher Perspektive ist zu beobachten, dass sich im Laufe der Moderne die wirkmächtige Idee des Fortschrittes mit der Praxis des Neubaus verbunden hat. Städtebauliche Idealpläne der frühen Moderne (wie der Plan Voisin für Paris von Le Corbusier) popularisierten die Vorstellung, dass eine zeitgemäße Gestaltung von Städten nur durch den großflächigen Abriss vorhandener Bausubstanz und die anschließende Neubebauung der Grundstücke nach einheitlichen, rational organisierten Plänen möglich sei. Das Bauen im Bestand wurde unter diesen Voraussetzungen als inkonsequent und wenig effizient abgewertet.

## „Neue Umbaukultur“

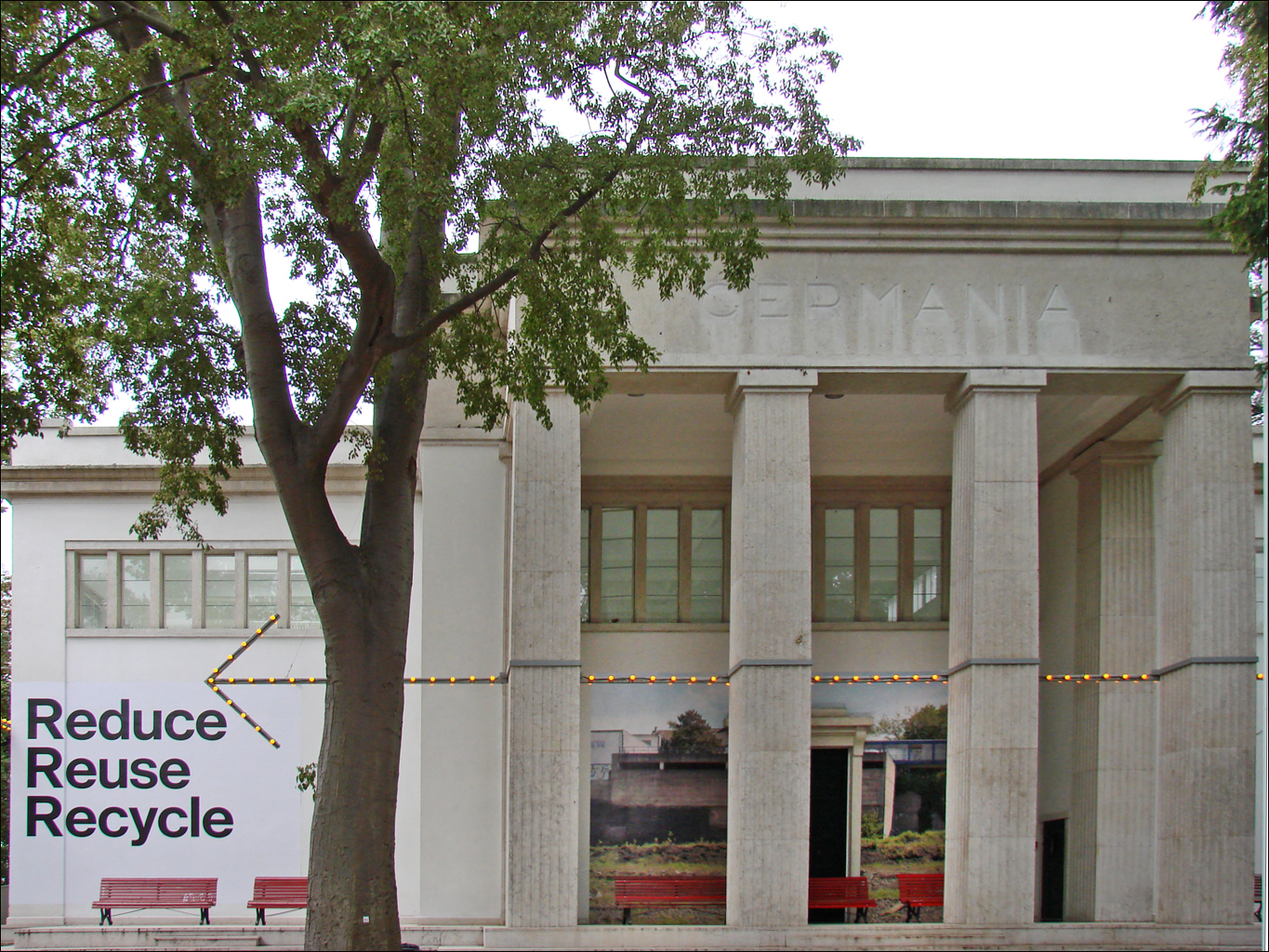
Ausstellung Reduce Reuse Recycle auf der Architekturbiennale Venedig 2012

Das Schlagwort einer „Neuen Umbaukultur“ verweist auf die weite Verbreitung des Umbauens in früheren Epochen und verbindet damit die Forderung, Umbauen zukünftig wieder in den Mittelpunkt der Planungspraxis zu stellen. Auf Neubau soll demgegenüber, wo immer möglich, verzichtet werden. Ansätze für diese Haltung wurden bereits seit den 1960er Jahren entwickelt, unter anderem von der amerikanischen Architekturkritikerin Jane Jacobs und dem Schweizer Planungssoziologen Lucius Burckhardt.
Seit den 2010er Jahren ist das Interesse an Umbau stark gestiegen, da Umbauverfahren versprechen, den großen Ressourcenverbrauch und den hohen CO2-Ausstoß des Bausektors entscheidend zu senken. Während Bestandsgebäude zuvor häufig unter Verweis auf ihre schlechte Energiebilanz im Betrieb aufgegeben wurden, wird nun eine Betrachtung des gesamten Lebenszyklus eines Gebäudes eingefordert: Wenn auch die Beschaffung der Baustoffe und die schon beim Bau aufgewendete graue Energie in die Rechnung einbezogen werden, zeigt sich, dass Sanierungen gegenüber Neubauten in vielen Fällen ökologisch vorteilhaft sein können. Auf der zur Architekturbiennale Venedig 2012 im deutschen Pavillon gezeigten, von Muck Petzet kuratierten Ausstellung Reduce Reuse Recycle wurden diese Zusammenhänge erstmals für ein größeres Publikum nachvollziehbar gemacht.
Architekten wie Arno Brandlhuber in Deutschland oder Anne Lacaton und Jean-Philippe Vassal in Frankreich konnten sich im Laufe der 2010er Jahre als Spezialisten für Bestandserhalt und Umbau profilieren. Ausstellungen wie Sorge um den Bestand oder Nichts Neues zeigten beispielhafte Umbauprojekte, die nun zunehmend auch bei Architekturpreisen berücksichtigt werden: So erhielten Gerkan, Marg und Partner 2019 den Preis des Deutschen Architekturmuseums für die Sanierung und den Umbau des Kulturpalastes Dresden, Lacaton/Vassal wurden für ihr Gesamtwerk 2021 mit dem Pritzker-Preis ausgezeichnet.
Umbaukultur impliziert auch eine neue Ästhetik der Architektur. Da aller vorhandenen Bausubstanz ein grundsätzlicher Wert zugeschrieben wird, sollen durch Umbau auch die Potentiale und Qualitäten von zuvor als hässlich oder minderwertig betrachteten Gebäuden herausgearbeitet werden. Gegenstand von Umbauprojekten sind häufig Bauten der Nachkriegsmoderne, die in den frühindustrialisierten Ländern aufgrund des Wirtschaftsaufschwungs nach dem Zweiten Weltkrieg einen großen Teil des gesamten Baubestandes ausmachen, jedoch in späteren Jahrzehnten vorschnell als veraltet beurteilt und durch Neubauten ersetzt worden ist. Umbauprojekte zielen häufig nicht auf den in sich geschlossenen Eindruck eines Neubaus ab, sondern betonen durch das Zusammenspiel von älteren und neuen Bauabschnitten sowie unterschiedlichen Baumaterialien den Prozesscharakter des Bauens. Gelegentlich werden auch die Spuren früherer Nutzungen oder Beschädigungen eines Gebäudes sichtbar belassen. Der Architekt Rem Koolhaas hat betont, dass Umbauen ein ausgeprägtes konzeptuelles Denken voraussetze und aus professioneller Sicht deshalb teilweise eine reizvollere Aufgabe sei als der Neubau.
Zunehmende Bedeutung gewinnt die Umwandlung von Büroflächen zu Wohnraum. Vor dem Hintergrund von Leerständen und gleichzeitigem Wohnraummangel in Städten werden Möglichkeiten und Grenzen bei der Umwandlung von Büroflächen in Wohnraum eruiert. Verschiedenen Perspektiven werden analysiert, darunter baurechtliche, chronologische, typologische, technische, wirtschaftliche sowie Erschließungsaspekte und Grundrissvarianten. Umnutzungen bieten ein bedeutendes Potenzial zur Linderung des Wohnraummangel in deutschen Großstädten, sind jedoch auch mit erheblichen technischen und wirtschaftlichen Herausforderungen verbunden. Die Umnutzung ist zudem oft mit erheblichen Kosten verbunden, da umfassende bauliche Veränderungen erforderlich sind. Dies führt dazu, dass viele der potenziellen Umnutzungen wirtschaftlich nicht rentabel sind, insbesondere wenn das Ziel die Schaffung von bezahlbarem Wohnraum ist. Um das Potenzial auszuschöpfen, sind innovative Konzepte und eine enge Zusammenarbeit zwischen Politik, Stadtplanung und Immobilienwirtschaft erforderlich.

## Beispiele für Umbauprojekte

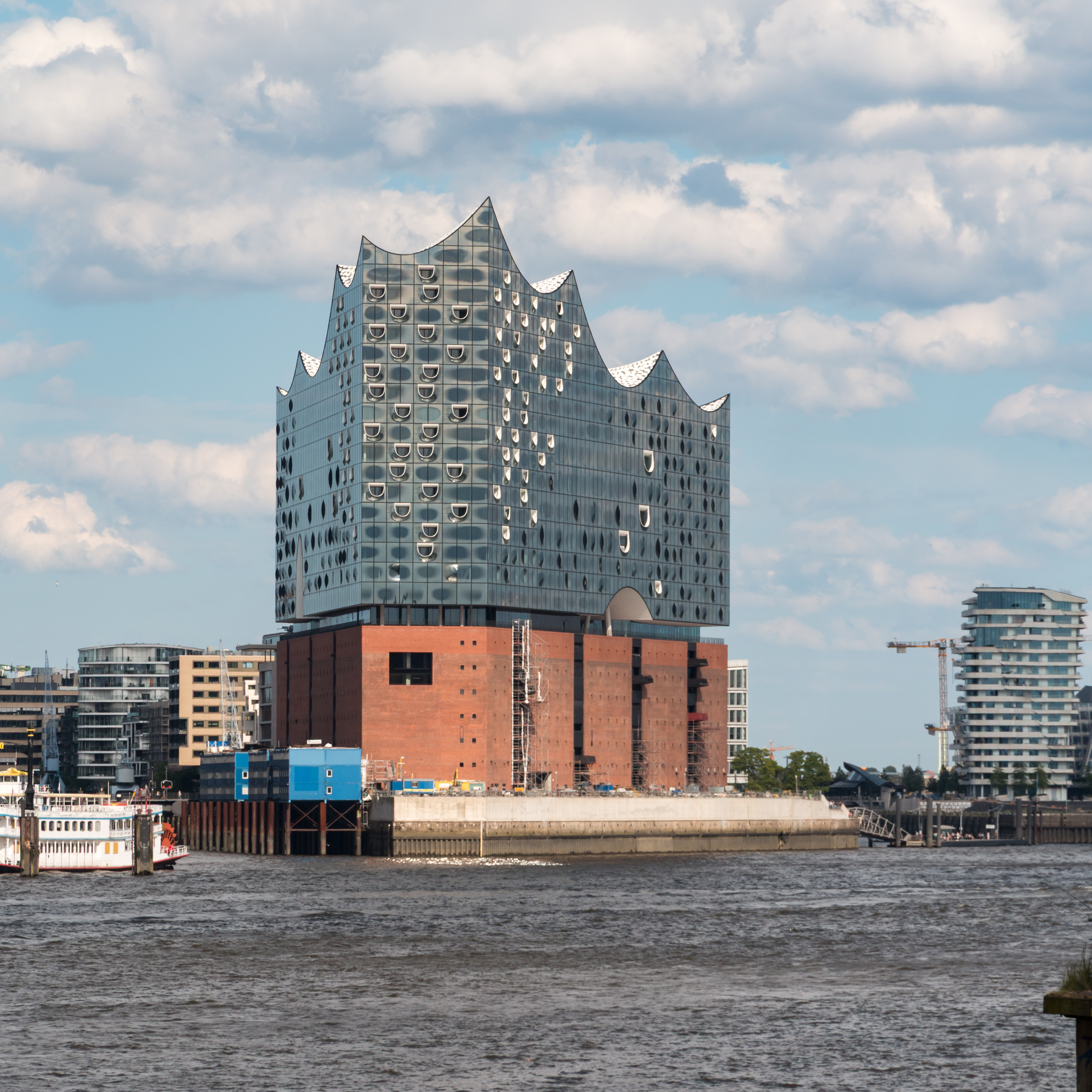
Die Elbphilharmonie in Hamburg entstand durch die Aufstockung eines Kaispeichers
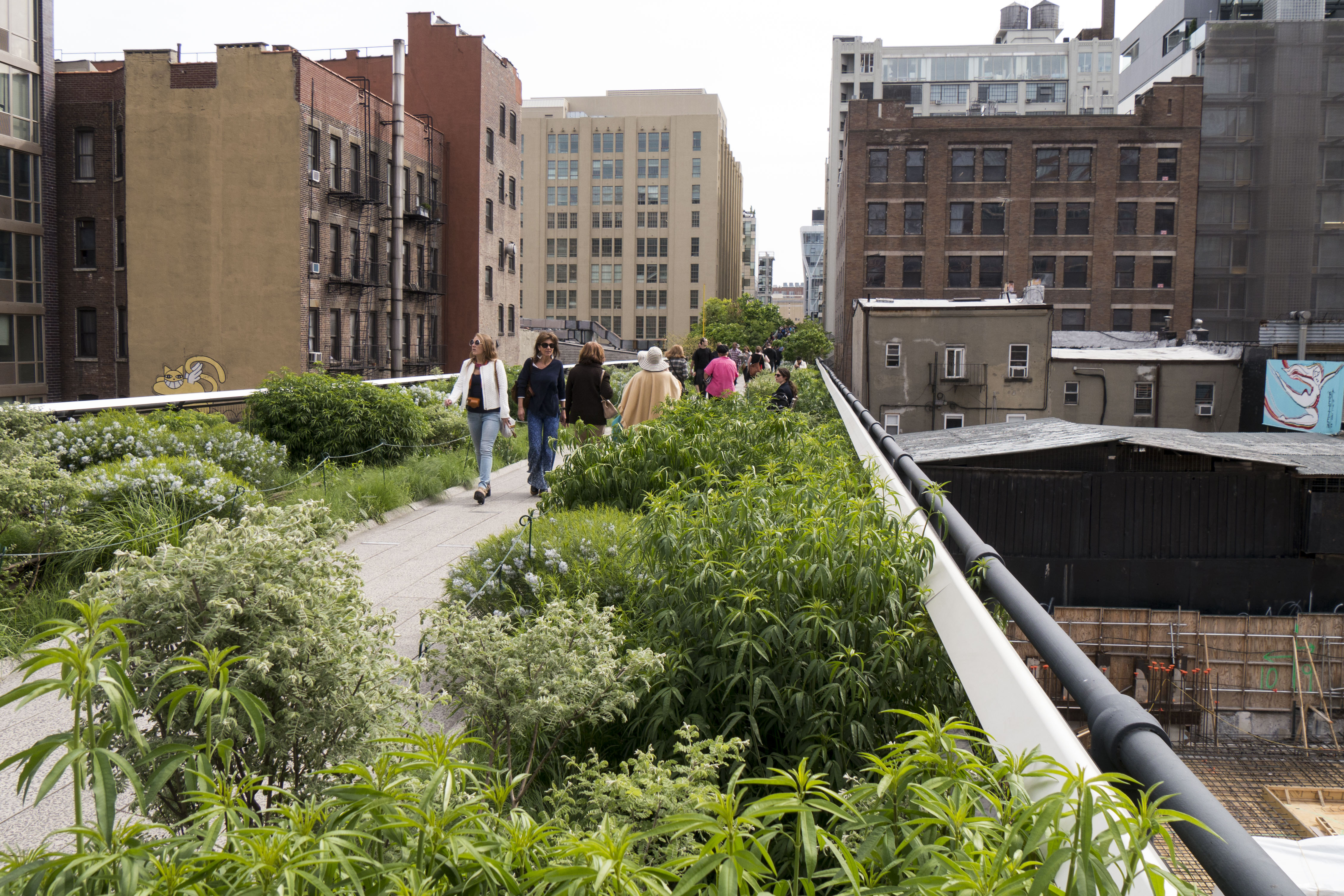
Ehemalige Güterzugstrecke in New York, umgestaltet zum High Line Park
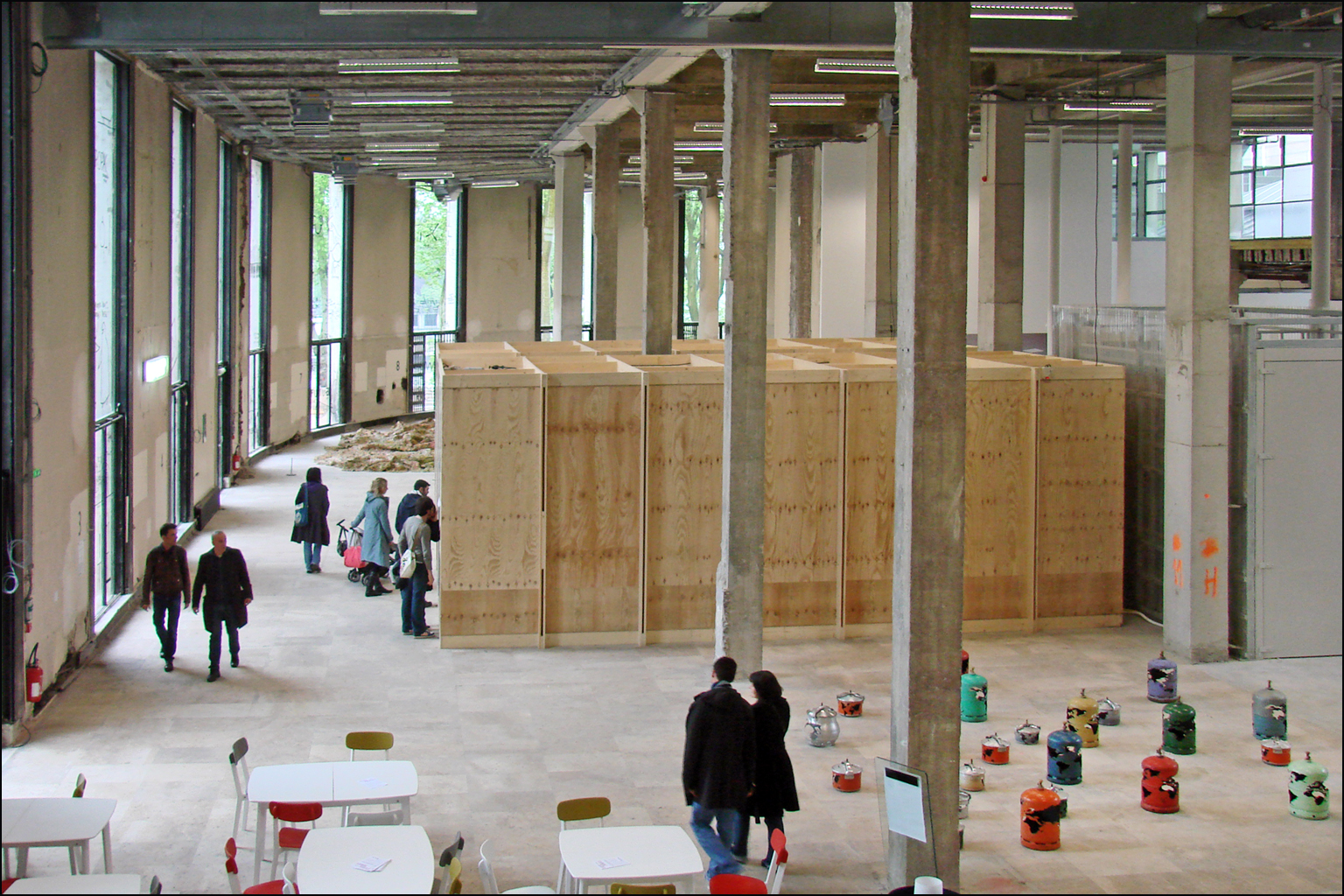
Ausstellung im umgebauten Palais de Tokyo, Paris
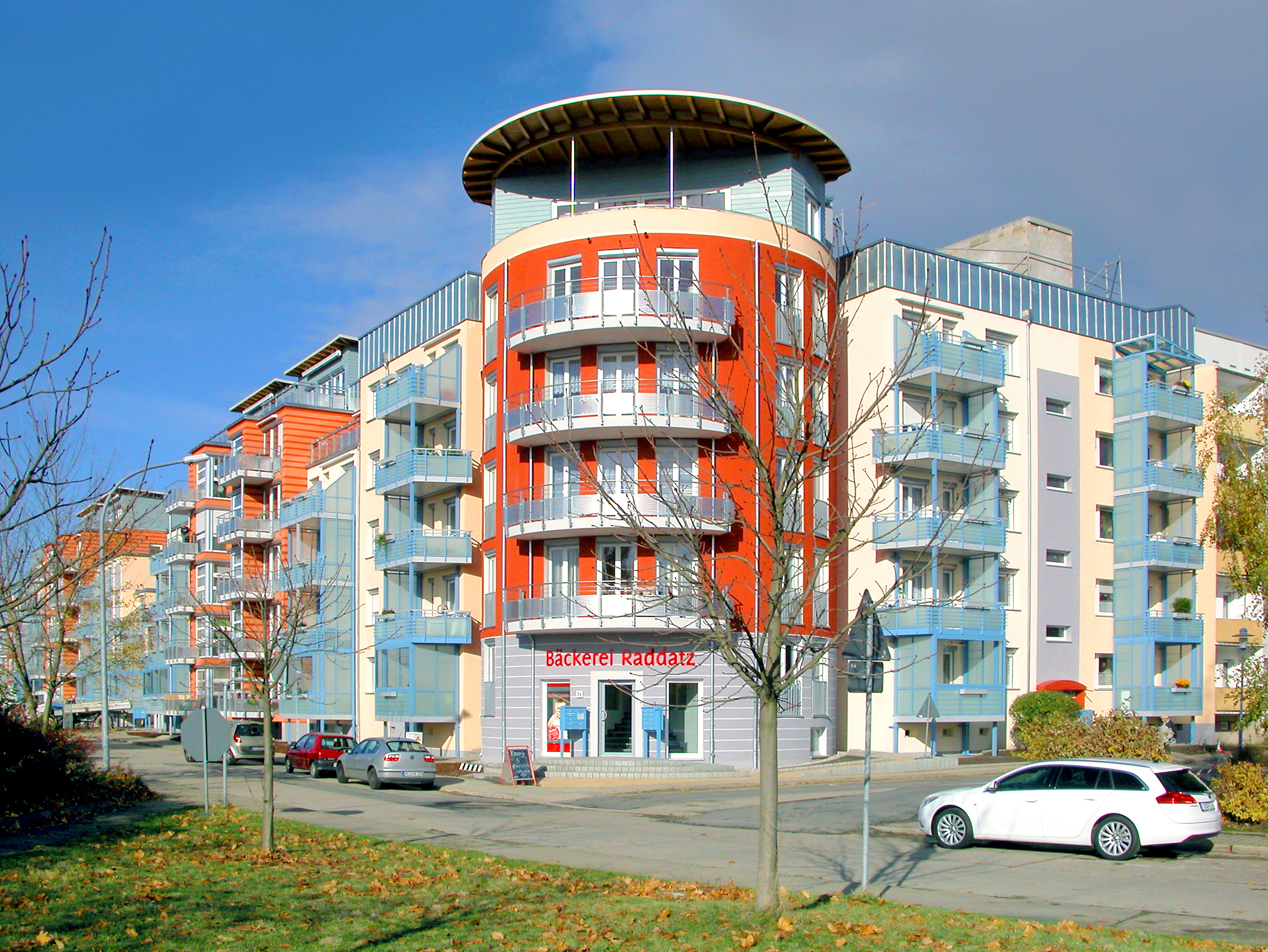
Umgebaute Siedlung der Wohnungsbauserie IW74, Weimar
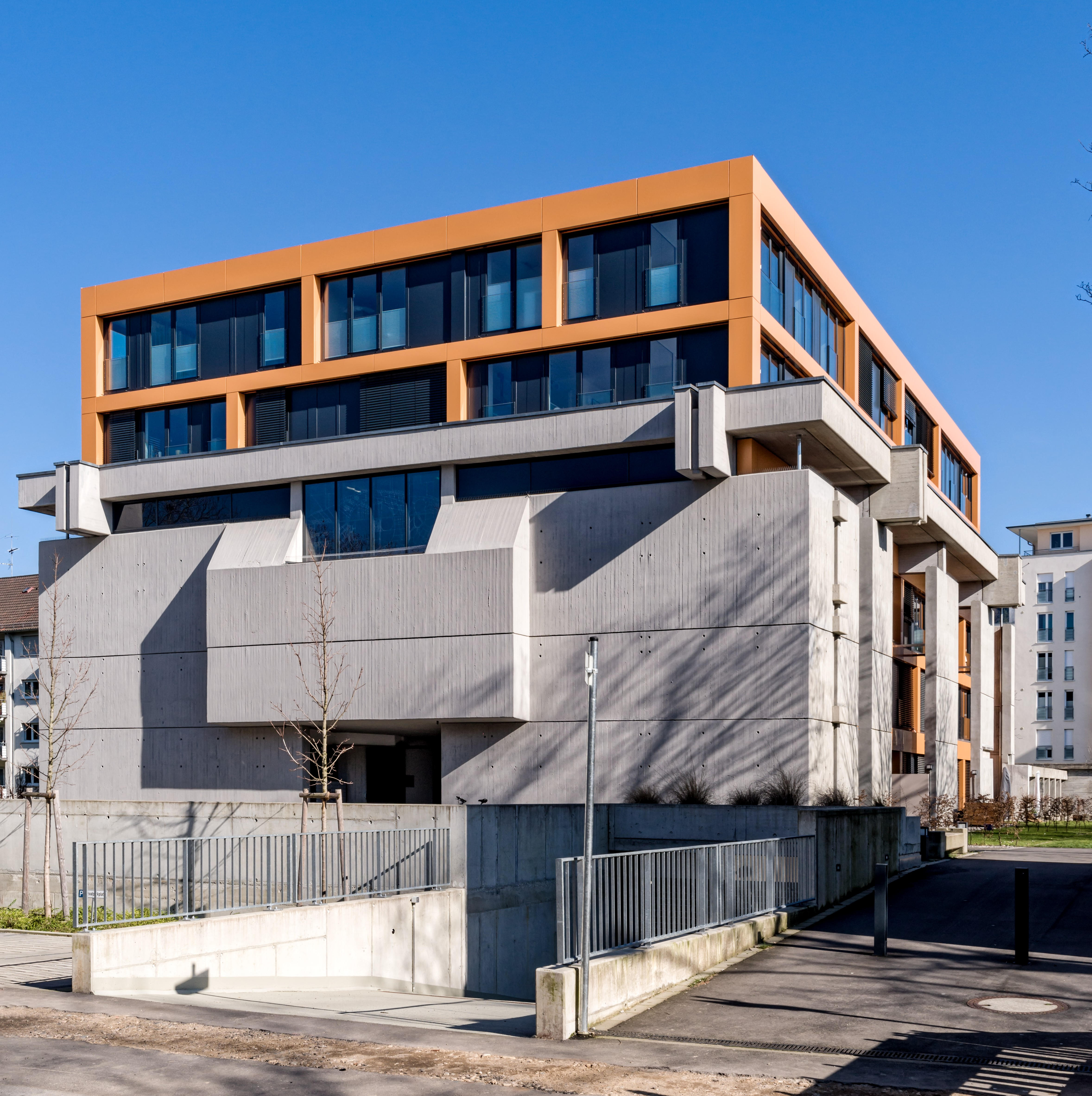
Für Wohnzwecke umgebaute Kirche St. Elisabeth, Freiburg i. Br.
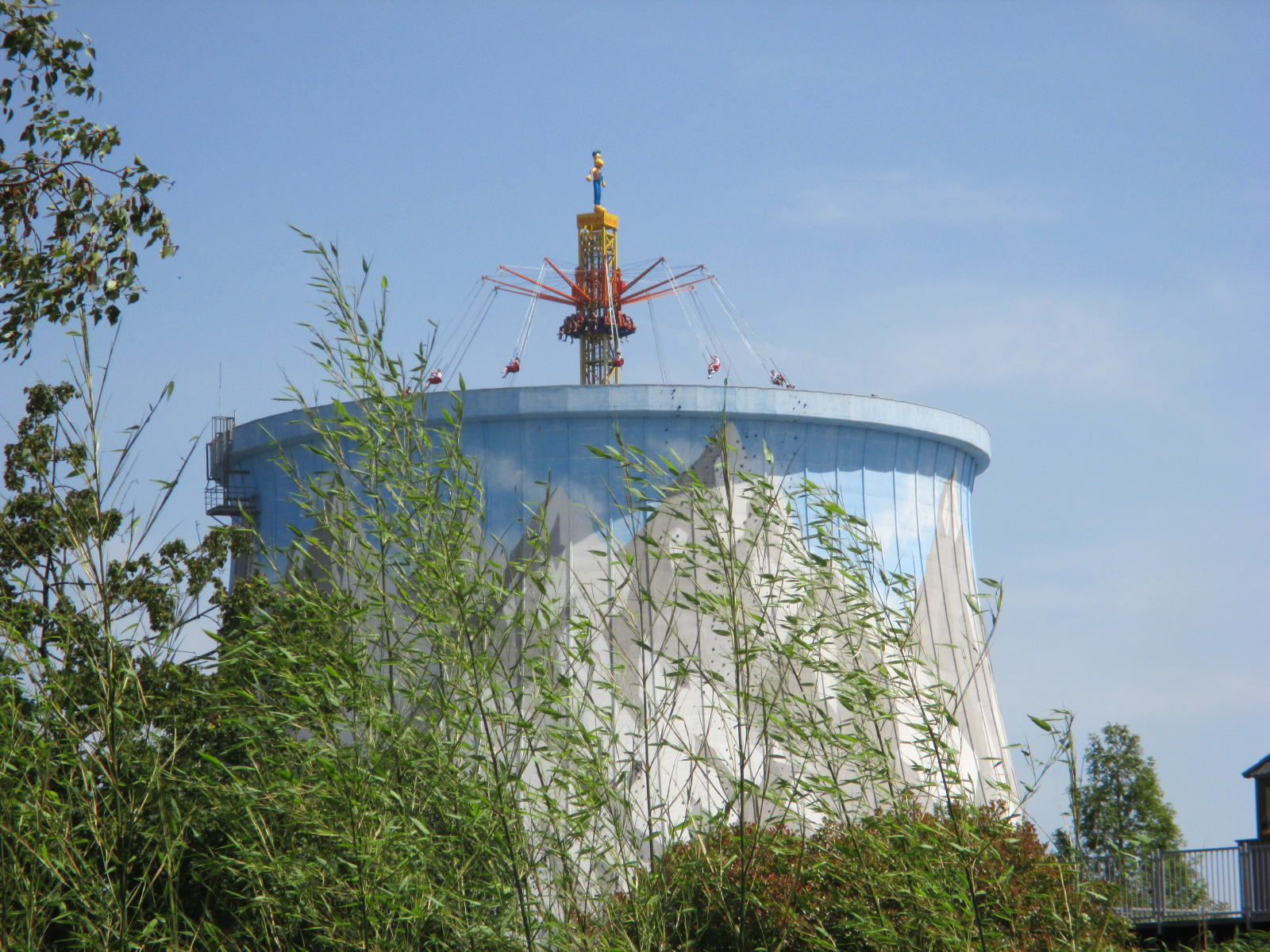
Kettenkarussell Vertical Swing im Wunderland Kalkar (nie in Betrieb gegangenes Atomkraftwerk)
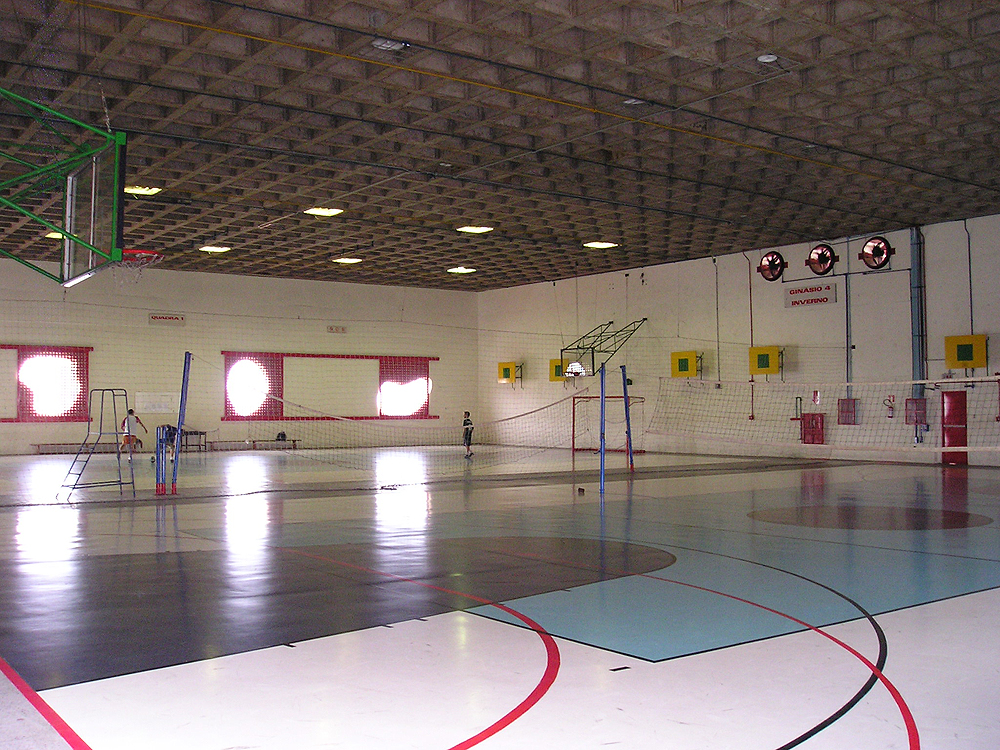
Sporthalle im Hochhaus der SESC Pompéia, São Paulo
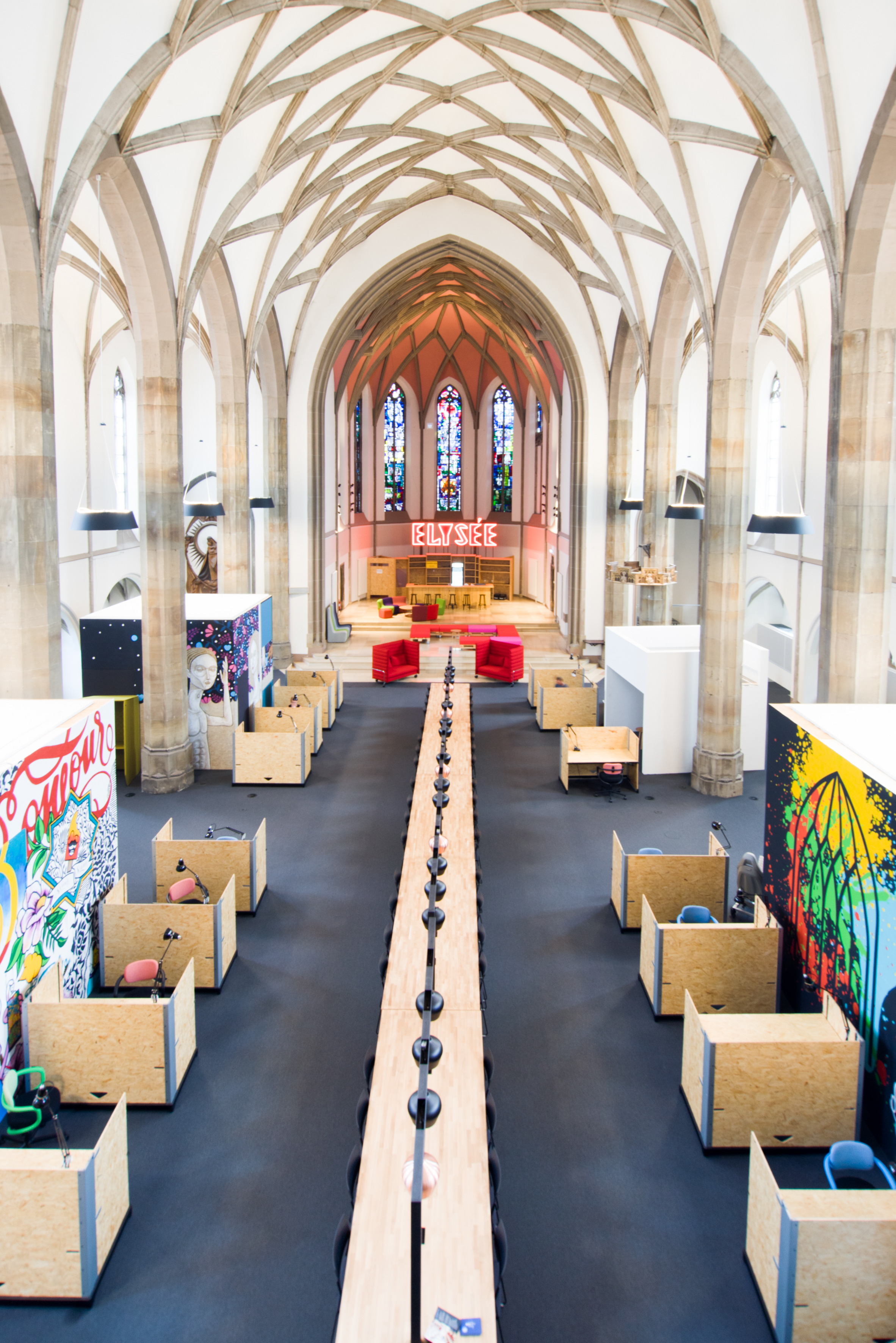
Coworking-Space Digital Church (ehemalige katholische Kirche St. Elisabeth, Aachen)
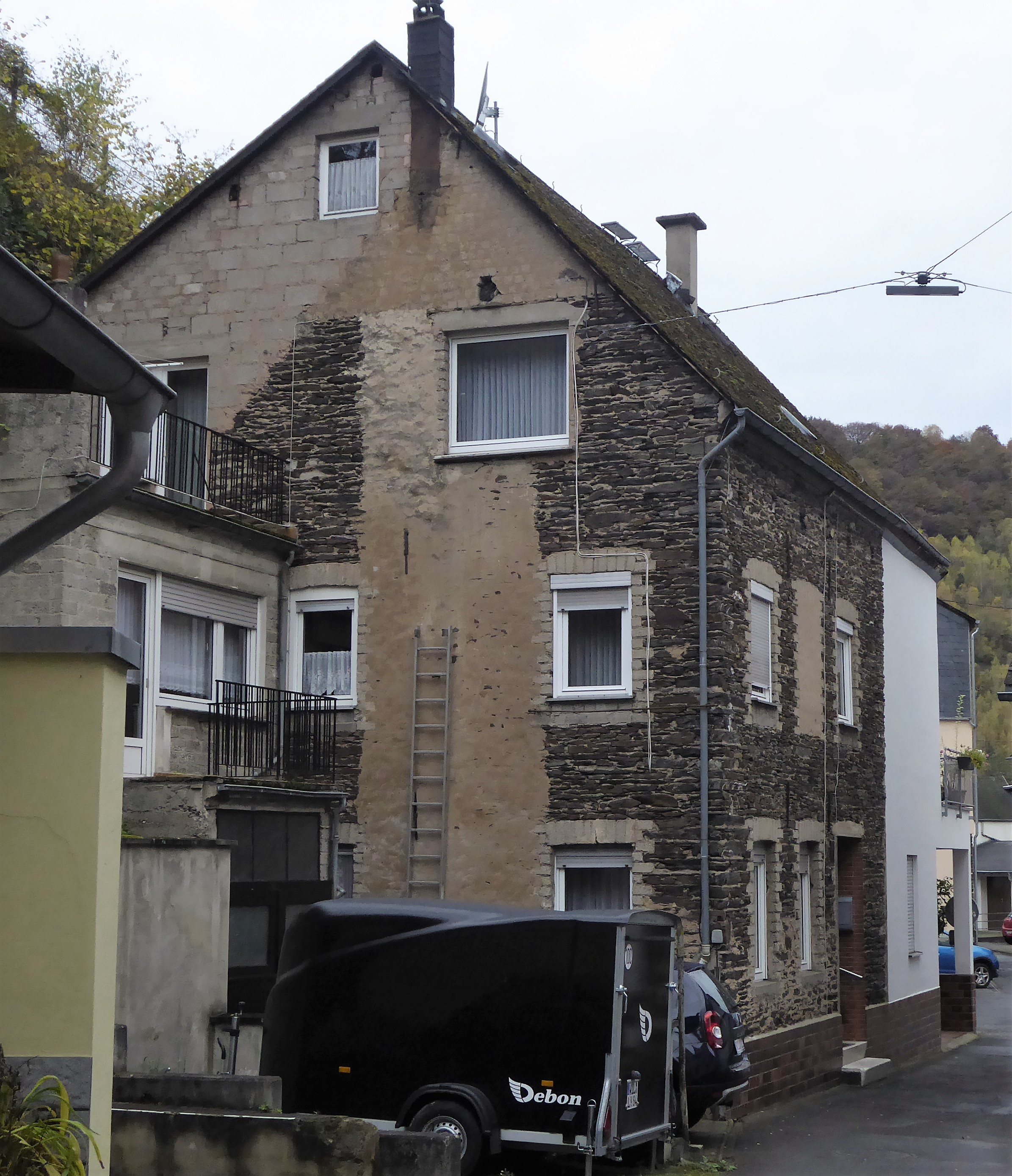
Vielfach umgebautes Wohnhaus in Enkirch

## Politische Diskussion in Deutschland
Der Bund Deutscher Architekten bezog erstmals im Jahr 2016 für eine Neubewertung des vorhandenen Baubestandes und eine Umbaukultur Position:

„Da Investitionsmaßnahmen im Neubau vermeintlich risikoärmer, leichter kalkulier- und umsetzbar sind, kommt es regelmäßig zur Vernichtung von erhaltenswerter Bestandssubstanz. Dies ist in den meisten Fällen weder ökonomisch noch ökologisch sinnvoll und führt zurzeit vor allem in Gegenden mit starkem Wachstum und damit hohem Neubaudruck zu einer Erosion der europäischen Stadt. Es fehlt eine grundsätzlich positive Haltung zum Bestand, zum Dauerhaften und damit in den Auswirkungen auch die Verantwortung gegenüber nachfolgenden Generationen.“

Der Verein Architects for Future forderte in einem Maßnahmenkatalog zur Umsetzung einer sozial-ökologischen Bauwende dazu auf, den verbreiteten Abriss von intakter Bausubstanz kritisch zu hinterfragen. Während es in Deutschland bisher für den Abriss von nicht denkmalgeschütztem Baubestand wenig Auflagen gibt, trat die Initiative Abrissmoratorium in einem offenen Brief an Bundesbauministerin Klara Geywitz für eine gesetzliche Regelung ein: „Jeder Abriss bedarf einer Genehmigung unter der Maßgabe des Gemeinwohls, also der Prüfung der sozialen und ökologischen Umweltwirkungen.“
Verbände wie die Bundesarchitektenkammer sprachen sich darüber hinaus für die Etablierung einer Umbauordnung aus, da das bestehende Baurecht am Neubau ausgerichtet sei und das Umbauen bisher erschwere. Der im Jahr 2022 geschlossene Koalitionsvertrag der Landesregierung von Nordrhein-Westfalen (Kabinett Wüst II) enthält als eines der ersten wichtigen politischen Dokumente den Begriff der Umbaukultur.